# Byron Mann
Byron Mann (tiếng Trung: 文峰; Hán-Việt: Văn Phong; bính âm: Wén Fēng; Việt bính: Man4 Fung1, sinh ngày 13 tháng 8 năm 1967) là một nam diễn viên người Mỹ gốc Hồng Kông. Anh được biết đến qua những vai như: Wing Chau trong The Big Short, Chang trong Hell on Wheels, Ryu trong Street Fighter, Silver Lion trong The Man with the Iron Fists, Admiral Nguyen trong The Expanse, và Yao Fei trong mùa một của phim truyền hình Arrow.